# Hans-Georg Schweppenhäuser
Hans-Georg Schweppenhäuser (* 12. September 1898 in Großbundenbach; † 27. Februar 1983 in Freiburg im Breisgau) war ein deutscher Ingenieur und Anthroposoph.

## Leben

### Karriere
Schweppenhäuser besuchte von 1910 bis 1916 das Gymnasium in Homburg sowie in Zweibrücken. Als Soldat im Ersten Weltkrieg musste er infolge der Einwirkung von Giftgas  bei der Schlacht um Verdun eine längere Zeit im Lazarett verbringen. Nach Kriegsende wurde Schweppenhäuser 1919 als Leutnant entlassen. Danach studierte er die Fächer Maschinenbau und Elektrotechnik an der Technischen Hochschule in Darmstadt und in München. Nach dem Studium begann er 1922 seine beruflichen Tätigkeiten als Betriebsingenieur und Direktionsassistent in der Völklinger Hütte. In derselben Eigenschaft war er in Rendsburg seit 1923 an der Gründung der Schleswig-Holsteinischen-Elektrizitäts-Versorgung GmbH beteiligt, die am 5. Januar 1924 ihren Betrieb aufnahm. Als Geschäftsführer in der Vereinigten Großkraftwerke Schleswig-Holstein GmbH übernahm Schweppenhäuser ab 1925 die Verantwortung für den Ausbau des Hochspannungsnetzes in der preußischen Provinz Schleswig-Holstein. Ab 1934 setzte er diese Aufgabe als Vorstandsmitglied in der Schleswig-Holsteinischen Stromversorgungs AG (Schleswag) fort.
Im Zusammenhang mit ihren beruflichen Tätigkeiten in der Energieversorgung kam es 1940 mit Wilhelm Schmundt zu einer ersten Begegnung, aus der sich eine lebenslange Freundschaft entwickelte. Die Freundschaft der beiden Anthroposophen konnte auch gegensätzliche sozialwissenschaftliche Positionen ertragen.
Unmittelbar nach dem Ende des Zweiten Weltkrieges erhielt Schweppenhäuser von der britischen Militärregierung die Ernennung zum Energiebeauftragten für Wasser, Gas und Elektrizität im Besatzungsgebiet Schleswig-Holstein. Diese Tätigkeit als Energiereferent setzte er – berufen von der ersten Landesregierung – im Rahmen der Schleswag bis 1954 fort.

### Anthroposoph
In den 1920er Jahren lernte Schweppenhäuser die Anthroposophie und die Christengemeinschaft kennen. 1928 begann seine lebenslange Freundschaft zu Johannes Hemleben. 1931 wurde Schweppenhäuser Mitglied in der Anthroposophischen Gesellschaft. Nach 1945 druckte er die Schriften von Emil Bock und gründete – gemeinsam mit der Pädagogin Hildegard Froebe-Meyer – die Freie Waldorfschule in Rendsburg.
Durch die Vermittlung von Franz Schily übernahm Schweppenhäuser im Jahr 1954 die kaufmännische und technische Leitung der Berliner Niederlassung des Stahlwerkes Bochumer Verein. Schweppenhäusers politische Diskussionsbeiträge erstreckten sich auch auf die Teilung Deutschlands. Zugleich beteiligte er sich in Berlin an der Wiedergründung der Schule für Eurythmie.
Nach dem Ende seiner beruflichen Tätigkeiten widmete sich Schweppenhäuser ab 1963 der Anthroposophie. Im selben Jahr gehörte er zu den Gründungsmitgliedern des sozialwissenschaftlichen Instituts für soziale Gegenwartsfragen in der Rechtsform eines eingetragenen Vereins. Schweppenhäuser leitete von 1963 bis 1983 das Institut als Vorstandsmitglied. In der Nachfolge hat die Geschäftsführung des Vereins bei Christian Matthiesen und Manfred Kannenberg-Rentschler gelegen.
1975 zog Schweppenhäuser nach Freiburg im Breisgau, wo eine Zusammenarbeit mit Herbert Hillringhaus begann. In dessen Zeitschrift Die Kommenden veröffentlichte er Artikel über aktuelle politische, ökonomische und soziale Fragen. Dazu analysierte Schweppenhäuser die Zusammenhänge von Eigentum, Arbeit, Lohn und Preis und beteiligte sich gemeinsam mit Folkert Wilken, Friedrich Husemann und Fritz Götte am Aufbau der anthroposophischen Arbeit. Schweppenhäuser gründete 1976 unter dem Titel Bausteine eine Zeitschrift für Themen der theoretischen Ökonomie und der sozialen Frage.
Schweppenhäusers wissenschaftlicher Nachlass einschließlich seiner Bibliothek wird in Berlin von Manfred Kannenberg-Rentschler verwaltet.

## Veröffentlichungen (Auswahl)
- Das Eigentum an den Produktionsmitteln. Studie zur Frage nach der Ursache und Überwindung des sozialen Gegensatzes. Vorwort und Nachwort von Folkert Wilken. Die Kommenden, Freiburg im Breisgau 1963, PDF-Datei
- Die Teilung Deutschlands als soziale Herausforderung. Die Kommenden, Freiburg im Breisgau 1967
- Der Kampf um die Mitbestimmung. Ein Schlagwort und seine sozialen Konsequenzen. Die Kommenden, Freiburg im Breisgau 1967
- Macht des Eigentums. Auf dem Weg in eine neue soziale Zukunft. Radius, Stuttgart 1970, ISBN 3-87173-040-8.
- Das kranke Geld. Vorschläge für eine soziale Geldordnung von morgen. Radius, Stuttgart 1970, ISBN 3-87173-501-9.
- Der soziale Auftrag der Anthroposie. Die Kommenden, Freiburg im Breisgau 1972, PDF-Datei
- Die organische Geldordnung. Institut für soziale Gegenwartsfragen, Berlin u. Freiburg im Breisgau 1975, PDF-Datei
- Zur Pathologie der modernen Erwerbsgesellschaft. Institut für soziale Frage, Berlin 1975
- Inflation – ihr Ursprung und ihre Überwindung. Novalis, Schaffhausen 1978, ISBN 3-7214-0042-9.
- Idee und Praxis des Assoziationsprinzips (Demeter-Assoziation). Institut für soziale Gegenwartsfragen, Freiburg im Breisgau 1980, PDF-Datei
- Fallstudie 13: Am Ende der Wachstumswirtschaft. Arbeitslosigkeit, Inflation und Staatsverschuldung. Gedanken zur Überwindung der gesellschaftlichen Krise. Institut für soziale Gegenwartsfragen, Freiburg im Breisgau 1982
- Arbeit, Lohn und Preis in ihrem Zusammenhang. Neu durchgesehen u. herausgegeben von Manfred Kannenberg-Rentschler.  Philosophisch-Anthroposophischer Verlag am Goetheanum, Dornach 1984, ISBN 3-7235-0378-0.
- Das soziale Rätsel in den Wandlungen der Individuen und der Gesellschaften der Neuzeit. Philosophisch-Anthroposophischer Verlag am Goetheanum, Dornach 1985